# Zinédine Ould Khaled
Zinédine Ould Khaled, né le 14 janvier 2000 à Alfortville en France, est un footballeur franco-algérien qui évolue au poste de milieu de terrain au Sabah FC.

## Biographie

### Carrière en club
Ould Khaled naît à Alfortville d'une famille d'origine algérienne, et commence dans des clubs amateurs d'Île-de-France. Il ne rejoint un centre de formation, celui du Angers SCO, qu'à 17 ans et intègre la réserve du club en 2018. Milieu défensif prometteur, il signe son premier contrat professionnel en juin 2019 après une montée en National 2 avec la réserve.
il fait ses débuts avec l'équipe première le 7 mars 2020, titularisé en Ligue 1 face au FC Nantes. En 2022, il prolonge son contrat avec le club angevin jusqu'en 2025.
Le 1 juillet, Zinédine Ould Khaled s'engage librement au Sabah FC, il paraphe un contrat de 2 ans soit jusqu'en 2027.

### En sélection
Ould Khaled est sélectionné avec l'équipe de France des moins de 19 ans pour participer à un match amical contre l'Italie en 2019. Une blessure l'empêche finalement de participer à la rencontre.

## Palmarès
- Angers SCO rés.
  - Championnat de France de National 3
    - Champion du groupe Pays de la Loire en 2018-2019

- Angers SCO
  - Championnat de France de Ligue 2
    - Vice-champion en 2023-2024